# Intàrsia

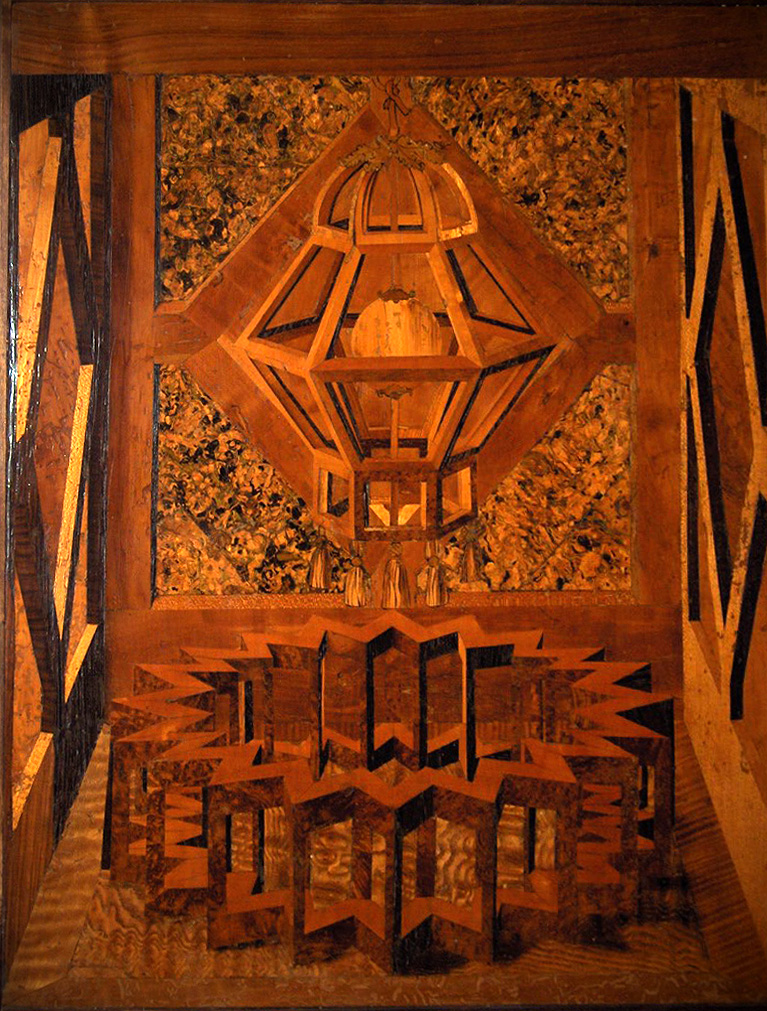
Figura geomètrica (1537), intàrsia de fra Damiano da Bergamo ; Museu de la basílica de Sant Domènec, Bolonya, Itàlia

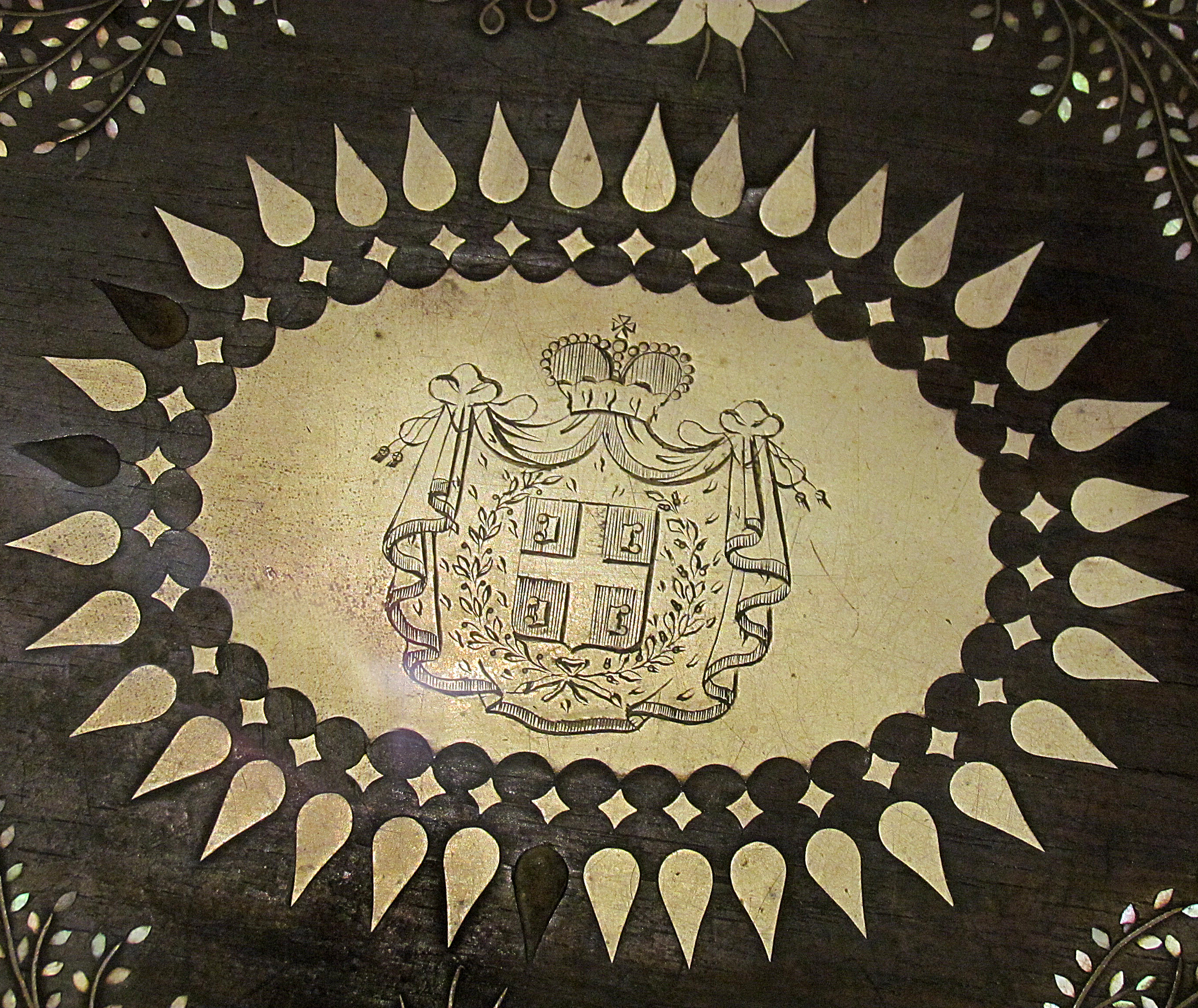
intàrsia sobre la farmaciola d' Alexander Karađorđević, príncep de Sèrbia, Museu Històric de Sèrbia

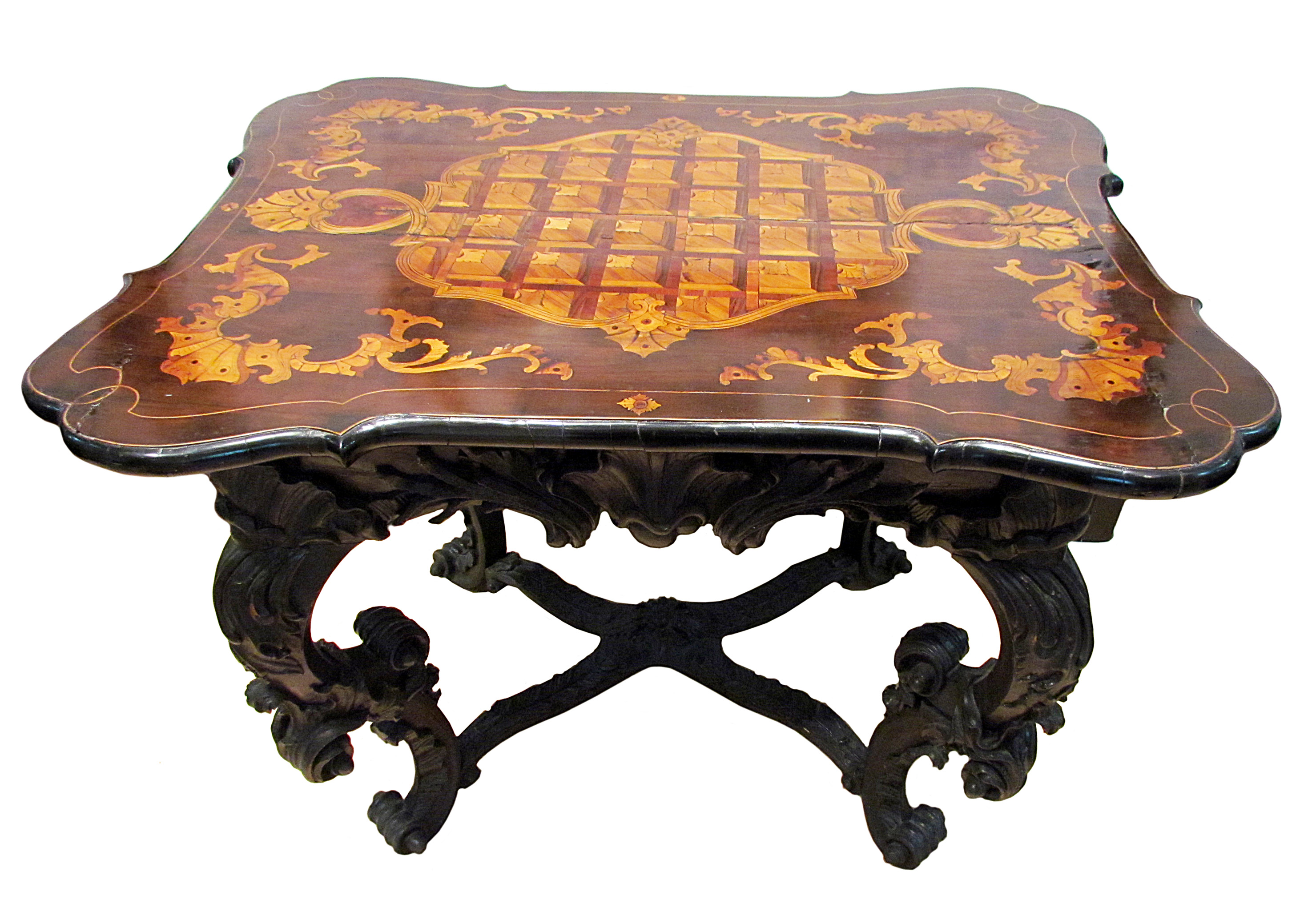
Taula amb intàrsia de Mihailo Obrenović, príncep de Sèrbia

La intàrsia o tàrsia, és un tipus de decoració, en fusta o altres materials, similar a la marqueteria, de la que es diferencia, essencialment, pel fet d'embotir o incrustar peces de fusta dins d'un material també de fusta, en lloc d'encolar seccions de fullola superficialment. L'inici de la pràctica data d'abans del segle vii. És un tipus d'incrustació que s'elabora combinant peces minses de fustes o altres materials de diferents colors. Estesa ja al segle xiv, entre 1440 i 1550 arriba al màxim de floració, desenvolupant el que serà anomenat per André Chastel "el cubisme del Renaixement".
Fins a finals del segle xv la intàrsia continuava sent una forma artística practicada al principi només a Itàlia; més tard es va estendre, encara que amb molta cautela, més enllà dels Alps.
De un mode semblant a l'ebenisteria on només s'utilitza la fusta com a material, també es va aplicar, a partir del segle xvii, especialment per a la decoració de mobles.

## Història
La tècnica de la intàrsia incrusta seccions de fusta gruixuda (de vegades ivori, nacre o també os) dins d'una matriu de fusta massissa per fer parquets, parets, taules o altres mobles; com a contrast, la marqueteria consisteix en incrustar seccions de fullola encolades sobre la carcassa (en lloc de blocs de fusta). Es creu que la paraula 'intàrsia' deriva de la paraula llatina 'interserere' que significa "inserir".
Quan Egipte va passar a ser dominat pels àrabs al segle vii, les arts indígenes d'intàrsia i incrustacions de fusta, que es prestaven a decoracions no representatives i patrons de rajoles, es van estendre pel magrib. La tècnica de la intàrsia es va perfeccionar al nord d'Àfrica islàmica abans d'introduir-se a l'Europa cristiana a través de Sicília i Andalusia. L'art es va desenvolupar a Siena per part dels mestres sienesos de la catedral d'Orvieto, on la intàrsia figurativa va fer la seva primera aparició cap el1330, continuant al segle xv i al nord d'Itàlia als segles XV i XVI, estenent-se als centres alemanys fins a la introducció a Londres pels artesans flamencs a finals del segle XVI. Els exemples més elaborats d'intàrsia es poden trobar als armaris d'aquesta època, que eren articles de gran luxe i prestigi. Es podien utilitzar diversos colors explotant fustes esmaltades de colors diferents. Després del 1620 aproximadament, la marqueteria va tendir a suplantar la intàrsia en el treball d'ebenisteria
Als anys vuitanta, la intàrsia va començar a guanyar popularitat als Estats Units com a tècnica per crear art de fusta mitjançant una serra de cinta o una serra de vogir. Els primers professionals guanyaven diners amb el seu art, venent patrons que s'utilitzaven per crear objectes d'intàrsia. A França Georges Vriz va proposar un nou mètode que revolucionaria la marqueteria. Contràriament a la resta de tècniques, basades en la idea generalment acceptada d'una decoració "plana" de fusta o d'altres matèries, George VRIZ va aportar una important innovació: gràcies a la superposició de capes de fusta, i amb la possibilitat que ofereix el revestiment per crear "transparències", aquests mitjans permetien aportar així fins i tot: llum, color, profunditat, efectes impossibles de crear amb un mètode tradicional.

## Procés

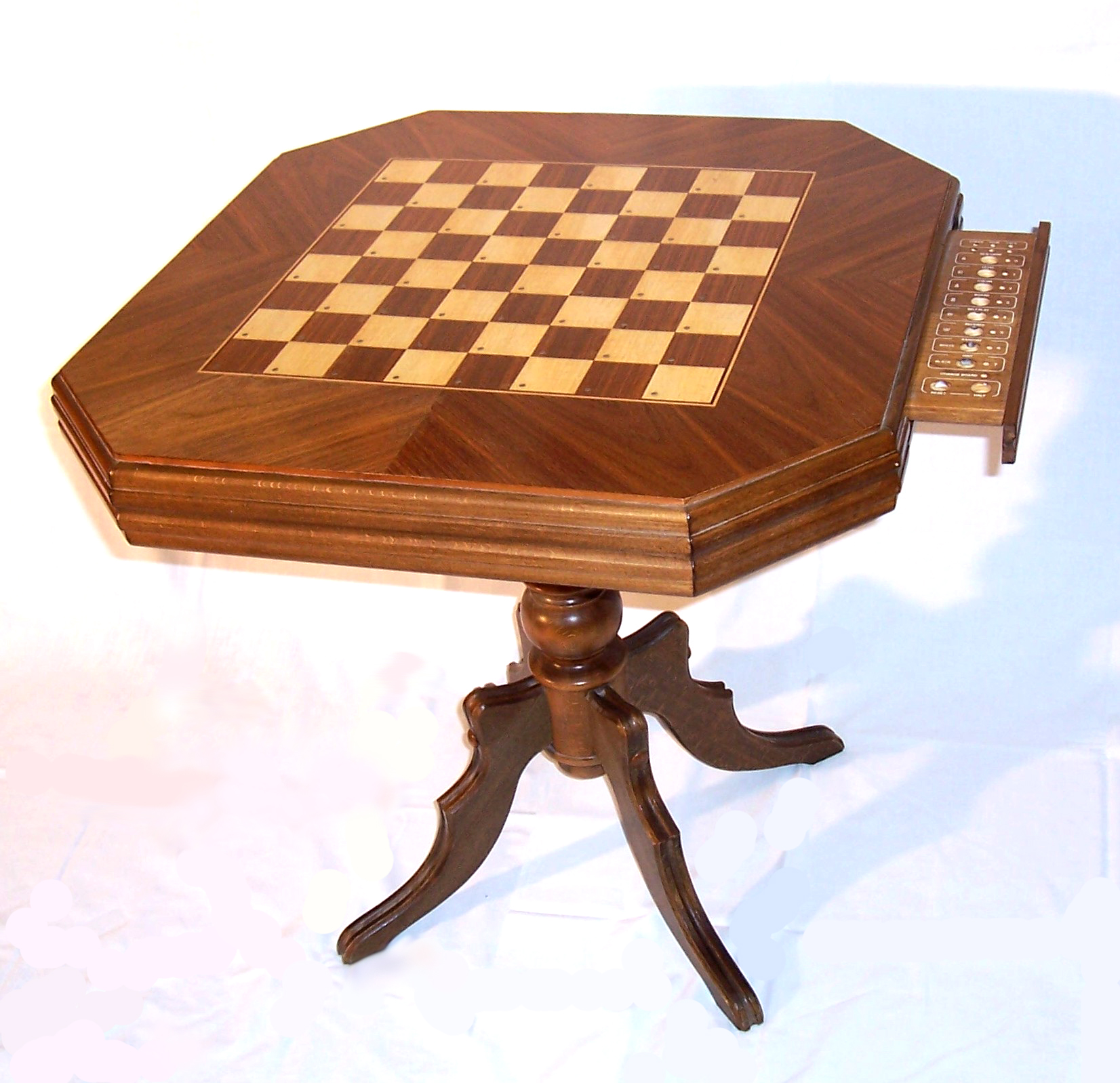
Intàrsia d'una taula d'escacs

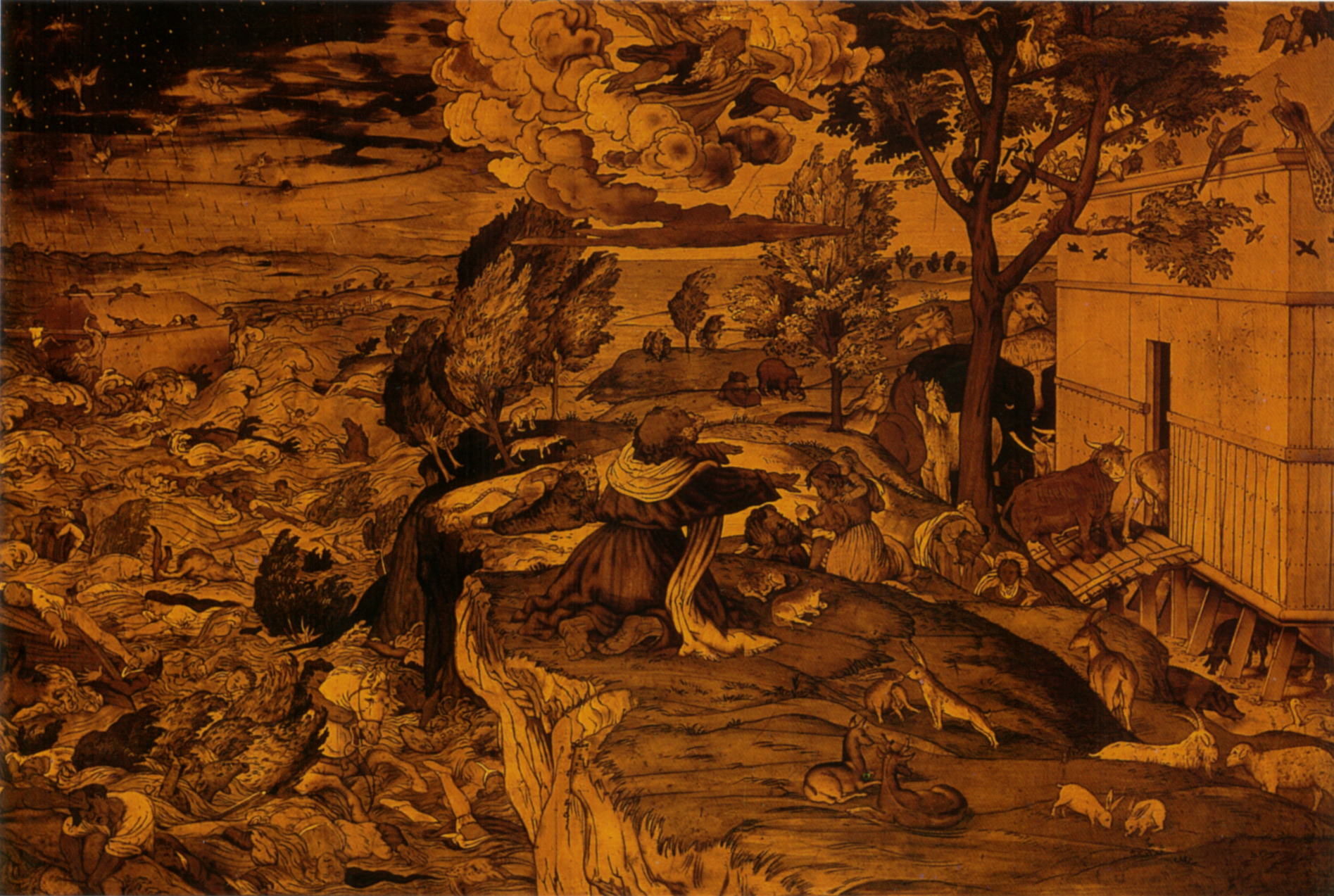
Arca de Noè, intàrsia del cor de Santa Maria Maggiore de Bèrgam feta per Capoferri d'un disseny de Lorenzo Lotto

La intàrsia és una tècnica de treball de la fusta que utilitza formes, mides i espècies de fusta variades que s'ajusten per crear un quadre en forma de mosaic amb una il·lusió de profunditat. La intàrsia es crea mitjançant la selecció de diferents tipus de fusta, utilitzant el seu patró de gra i color per crear variacions en el patró. Després de seleccionar les fustes específiques que s'utilitzaran dins del patró, cada peça es talla, es forma i s'acaba individualment. De vegades, les zones del patró s'eleven per crear més profunditat. Un cop completades les peces individuals, s'ajusten com un trencaclosques i s'enganxen a un tauler de fusta tallat al contorn del patró, sovint amb la intenció de crear un efecte tridimensional com es veu a l'estudiolo. del Palazzo Ducale, Urbino.
La intàrsia de marbre (opere di commessi), anomenada pietre dura per a les pedres dures semiprecioses combinades amb marbres de colors que s'utilitzen, és una intàrsia de pedres de colors incrustades en marbre blanc o negre. Els primers exemples a Florència daten de mitjan segle xv i van assolir un pic de refinament i complexitat en els revestiments de la capella dels Medici, produïts sota el patrocini dels Medici a l' Opificio delle Pietre Dure, que va ser establert per Ferran I de Medici. Dissenys complexos posteriors i refinament de l'art es van desenvolupar a Nàpols cap a principis del segle xvii. El terra de la basílica de Sant Pere de Roma és un exemple particularment notable d'intàrsia de marbre. Més tard, aquesta forma de decoració es va convertir en una característica del disseny interior barroc, especialment en els dissenys barrocs sicilians després del terratrèmol de 1693.
Avui la intàrsia es pot fer a partir de patrons comprats. Per fer intàrsia a partir d'un patró, primer es tria la fusta en funció del color i el patró del gra. A continuació, el patró es transfereix a la fusta i es retallen amb precisió peces individuals a la serra de cinta o a la serra de desplaçament. A continuació, les peces es lien individualment o en grups per afegir profunditat a la peça. Un cop acabada la poliment, les peces de fusta s'ajusten per formar el resultat final. Es pot aplicar un acabat (per exemple, una taca de gel transparent) a les peces individuals abans d'enganxar-lo o a la versió final encolada.